# Quaregnon
Quaregnon (in piccardo Cwargnon) è un comune belga di 18 640 abitanti, situato nella provincia vallona dell'Hainaut.

## Amministrazione

### Gemellaggi
- Condé-sur-l'Escaut
- Ay
- Assoro